# Молдовяну
Молдовяну (на румънски: Vârful Moldoveanu) е най-високият връх в Румъния с височина 2544 м. Намира се в окръг Арджеш, във Фъгърашките планини, дял от Южните Карпати.
Най-често използваният начин за достигане на Молдовяну е през връх Вистя Маре (Vistea Mare, 2527 м) чрез пътеки, започващи от Подрагу, Самбата или долината Вистя. Най-близкото селище е гр. Виктория, на север. От юг е достижим през Къмпулунг, на североизток.